# Górzno (powiat ostrowski)
Górzno – wieś w gminie wiejskiej Ostrów Wielkopolski, w powiecie ostrowskim, w województwie wielkopolskim. Szlak turystyczny Gołuchów-Sobótka-Lewków.

## Położenie
Położone przy drodze krajowej nr 11 Poznań-Ostrów-Bytom, ok. 7 km na północ od Ostrowa, na wysokości ok. 135 m n.p.m. 

## Historia

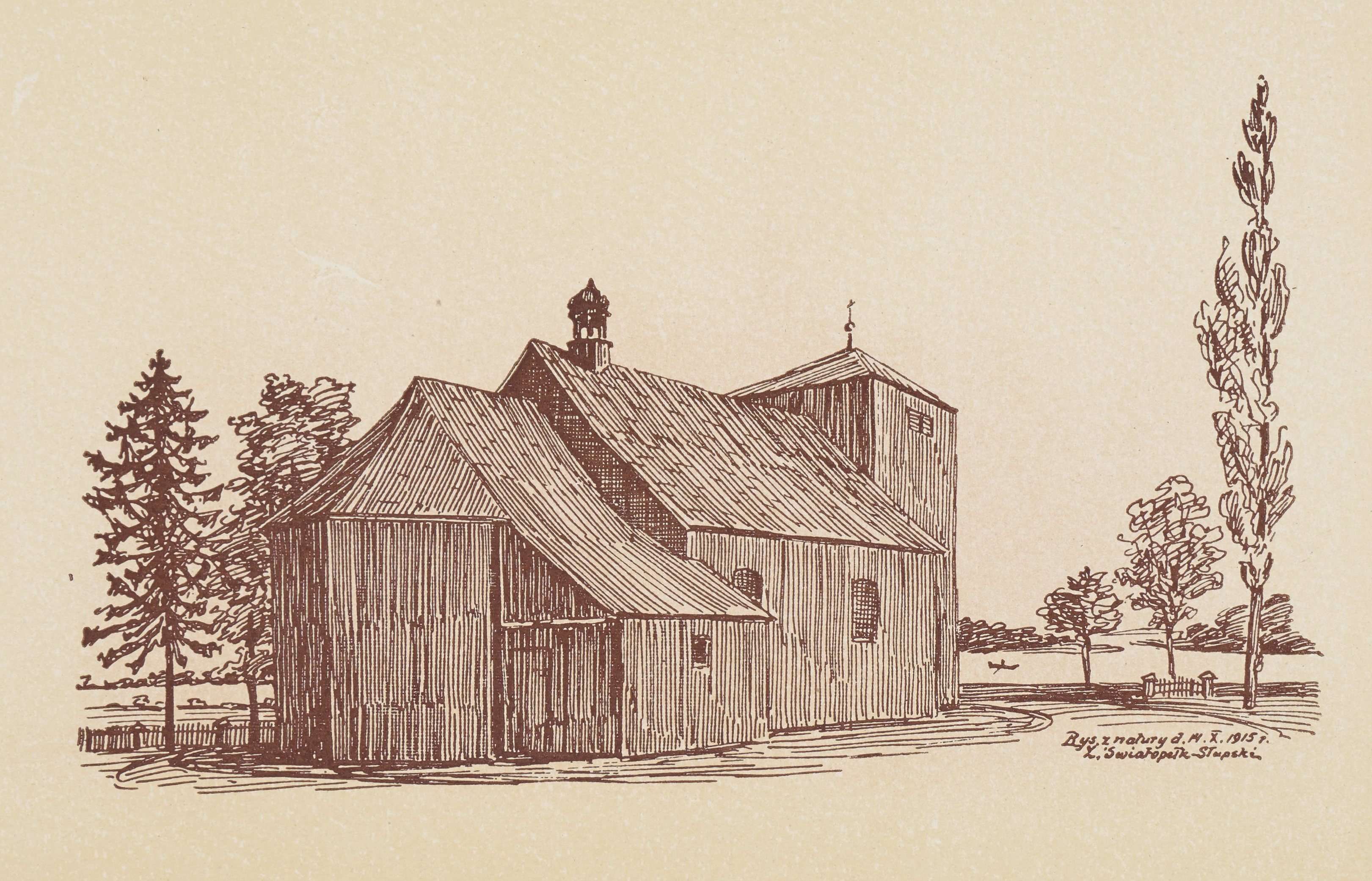
Widok kościoła przed 1917

Znane od 1403 roku (wieś rycerska). Do XVII wieku jedna z większych wsi w regionie. Później utrata znaczenia. W XIX wieku własność rodu Lipskich, właścicieli Lewkowa, dobrodziei Ostrowa. 
W 1922 roku doszło w okolicy do strajku robotników rolnych. W 1200 majątkach porzuciło pracę około 120 tysięcy (!) pracowników. Pod Górznem, 6 sierpnia, zebrało się wówczas około 400 rolników próbujących zmusić tamtejszych łamistrajków do zarzucenia pracy. Po nieudanej interwencji policji do rozpędzenia ludzi sprowadzono pluton, który oddał do manifestantów salwę, po której 6 osób zostało rannych, a 3 zginęły (Michał Nowicki z Górzna, Jan Chrzanowski z Lewkowa i Michał Kaczmarek z Kotowiecka).
Miejscowość przynależała administracyjnie przed rokiem 1934 do powiatu jarocińskiego, w latach 1975-1998 do województwa kaliskiego, a w latach 1934–1975 i od 1999 do powiatu ostrowskiego.

## Zabytki
- kościół św. Mateusza Apostoła, drewniany, konstrukcji zrębowej, oszalowany, z 1755 roku, fundacji Fabiana Moszyńskiego, z kwadratową wieżą i wielobocznym prezbiterium,
  - wyposażenie wnętrza z II połowy XVIII wieku,
  - ołtarz główny z obrazem Matki Boskiej Pocieszenia z około połowy XVIII wieku i rzeźbami z połowy XVII wieku, obraz św. Walentego z XIX wieku, secesyjna polichromia,
  - nagrobek rodziny Bereźnickich, klasycystyczny,
- pałac Lipskich, powstał w 1912 roku po rozbudowie dworu z XIX wieku, neoklasycystyczny, piętrowy, o rzucie symetrycznym zbliżonym do litery H, z poprzecznymi skrzydłami i zachowaną klasycystyczną dekoracją stiukową wnętrz, obecnie własność prywatna,
  - podworski park krajobrazowy z połowy XIX wieku o powierzchni 13 ha, ze stawami,
- pomnik z tablicą pamiątkową ku czci trzech robotników rolnych zastrzelonych w Górznie podczas tłumienia strajku, 6 sierpnia 1922 roku,
- cmentarz,
  - nagrobek Jana i Piotra Borcznickich z początku XIX wieku, marmurowy, w kształcie obelisku.

## Przyroda
- podworski park krajobrazowy przy pałacu Lipskich,
- Las Sobótka.